# Sri-lankische Frauen-Cricket-Nationalmannschaft in Indien in der Saison 2015/16
Die Tour der sri-lankischen Frauen-Cricket-Nationalmannschaft nach Indien in der Saison 2015/16 fand vom 15. bis zum 26. Februar 2016 statt. Die internationale Cricket-Tour war Bestandteil der Internationalen Cricket-Saison 2015/16 und umfasste drei WODIs und drei WTwenty20s. Indien gewann die WODI-Serie und die WTwenty20-Serie jeweils mit 3–0.

## Vorgeschichte
Indien spielte zuvor eine Tour in Australien, Sri Lanka in Neuseeland. Das letzte Aufeinandertreffen der beiden Mannschaften bei einer Tour fand in der Saison 2013/14 in Indien statt.

## Stadion
Das folgende Stadion wurden für die Tour als Austragungsort vorgesehen.
| Stadion                            | Stadt  | Kapazität | Spiele                     |
| ---------------------------------- | ------ | --------- | -------------------------- |
| JSCA International Stadium Complex | Ranchi | 39.133    | 1. – 3. WODI; 1. – 3. WT20 |

## Kaderlisten
Indien benannte seine Kader am 1. Februar 2016. Sri Lanka benannte seine Kader am 9. Februar 2016.
| WODI | WODI | WTwenty20 | WTwenty20 |
| Indien | Sri Lanka | Indien | Sri Lanka |
| --- | --- | --- | --- |
| - Mithali Raj (K) - Jhulan Goswami (VK) - Rajeshwari Gayakwad - Ravi Kalpana (wk) - Thirush Kamini - Harmanpreet Kaur - Veda Krishnamurthy - Smriti Mandhana - Niranjana Nagarajan - Shikha Pandey - Poonam Yadav - Preeti Bose - Poonam Raut - Deepti Sharma - Sushma Verma (wk) | - Shashikala Siriwardene (K) - Chamari Atapattu (VK) - Nipuni Hansika - Ama Kanchana - Hansima Karunaratne - Sugandika Kumari - Eshani Lokusuriyage - Dilani Manodara - Yasoda Mendis - Udeshika Prabodhani - Oshadi Ranasinghe - Inoka Ranaweera - Nilakshi de Silva - Prasadini Weerakkody (wk) | - Mithali Raj (K) - Jhulan Goswami (VK) - Rajeshwari Gayakwad - Thirush Kamini - Harmanpreet Kaur - Veda Krishnamurthy - Smriti Mandhana - Niranjana Nagarajan - Shikha Pandey - Anuja Patil - Poonam Yadav - Sneh Rana - Vellaswamy Vanitha - Sushma Verma (wk) | - Shashikala Siriwardene (K) - Chamari Atapattu (VK) - Nipuni Hansika - Ama Kanchana - Hansima Karunaratne - Sugandika Kumari - Eshani Lokusuriyage - Dilani Manodara - Yasoda Mendis - Udeshika Prabodhani - Oshadi Ranasinghe - Inoka Ranaweera - Nilakshi de Silva - Prasadini Weerakkody (wk) |

## Women’s One-Day Internationals

### Erstes WODI in Ranchi
| 15. Februar Scorecard | Ranchi | Indien 245-6 (50)           | – | Sri Lanka 138 (45.2) |
|                       |        | Indien gewinnt mit 107 Runs |   |                      |

Sri Lanka gewann den Münzwurf und entschied sich als Feldmannschaft zu beginnen. Als Spielerin des Spiels wurde Smriti Mandhana ausgezeichnet.

### Zweites WODI in Ranchi
| 17. Februar Scorecard | Ranchi | Sri Lanka 178-9 (50)         | – | Indien 179-4 (43.1) |
|                       |        | Indien gewinnt mit 6 Wickets |   |                     |

Sri Lanka gewann den Münzwurf und entschied sich als Schlagmannschaft zu beginnen. Als Spielerin des Spiels wurde Deepti Sharma ausgezeichnet.

### Drittes WODI in Ranchi
| 19. Februar Scorecard | Ranchi | Sri Lanka 112 (38.2)         | – | Indien 114-3 (29.3) |
|                       |        | Indien gewinnt mit 7 Wickets |   |                     |

Sri Lanka gewann den Münzwurf und entschied sich als Schlagmannschaft zu beginnen. Als Spielerin des Spiels wurde Deepti Sharma ausgezeichnet.

## Women’s Twenty20 Internationals

### Erstes WTwenty20 in Ranchi
| 22. Februar Scorecard | Ranchi | Indien 130-6 (20)          | – | Sri Lanka 96-7 (20) |
|                       |        | Indien gewinnt mit 34 Runs |   |                     |

Indien gewann den Münzwurf und entschied sich als Schlagmannschaft zu beginnen. Als Spielerin des Spiels wurde Anuja Patil ausgezeichnet.

### Zweites WTwenty20 in Ranchi
| 24. Februar Scorecard | Ranchi | Sri Lanka 107-8 (20)         | – | Indien 108-5 (19) |
|                       |        | Indien gewinnt mit 5 Wickets |   |                   |

Sri Lanka gewann den Münzwurf und entschied sich als Schlagmannschaft zu beginnen. Als Spielerin des Spiels wurde Mithali Raj ausgezeichnet.

### Drittes WTwenty20 in Ranchi
| 26. Februar Scorecard | Ranchi | Sri Lanka 89-9 (20)          | – | Indien 91-1 (13.5) |
|                       |        | Indien gewinnt mit 9 Wickets |   |                    |

Sri Lanka gewann den Münzwurf und entschied sich als Schlagmannschaft zu beginnen. Als Spielerin des Spiels wurde Smriti Mandhana ausgezeichnet.

## Auszeichnungen

### Player of the Match
Als Player of the Match wurden die folgenden Spielerinnen ausgezeichnet.
| Spiel   | Player of the Match |
| ------- | ------------------- |
| 1. WODI | Smriti Mandhana     |
| 2. WODI | Deepti Sharma       |
| 3. WODI | Deepti Sharma       |
| 1. WT20 | Anuja Patil         |
| 2. WT20 | Mithali Raj         |
| 3. WT20 | Smriti Mandhana     |